# Caspievadne maximowitschi
Caspievadne maximowitschi is een watervlooiensoort uit de familie van de Podonidae. De wetenschappelijke naam van de soort werd in 1802 voor het eerst geldig gepubliceerd door Georg Ossian Sars.